# Arrondissement di Pontoise
L'arrondissement di Pontoise è una suddivisione amministrativa francese, situata nel dipartimento della Val-d'Oise e nella regione dell'Île-de-France.

## Composizione
L'arrondissement di Pontoise raggruppa 117 comuni in 17 cantoni:
- cantone di Beauchamp
- cantone di Beaumont-sur-Oise
- cantone di Cergy-Nord
- cantone di Cergy-Sud
- cantone di Eaubonne
- cantone di Ermont
- cantone di Franconville
- cantone di L'Hautil
- cantone di L'Isle-Adam
- cantone di Magny-en-Vexin
- cantone di Marines
- cantone di Pontoise
- cantone di Saint-Leu-la-Forêt
- cantone di Saint-Ouen-l'Aumône
- cantone di Taverny
- cantone di La Vallée-du-Sausseron
- cantone di Vigny